# Differentieerbare variëteit
Een differentieerbare variëteit is een variëteit waarop wiskundige analyse mogelijk is, in het bijzonder differentiëren en integreren. Een variëteit kan worden beschreven met behulp van een verzameling van kaarten, die ook bekendstaat als een atlas. Men kan op de kaarten waarop een differentieerbare variëteit is gedefinieerd, de differentiaal- en integraalrekening toepassen. De reden hiervoor is dat kaarten in euclidische ruimten liggen, waarop de gebruikelijke regels van de differentiaal- en integraalrekening van toepassing zijn. Als de kaarten voldoende compatibel zijn, wat wil zeggen dat de overgang van de ene naar de andere kaart differentieerbaar is, dan zijn berekeningen die in een kaart zijn gedaan ook valide in enige andere differentieerbare kaart.
Een differentieerbare variëteit is dus een topologische variëteit met een globaal gedefinieerde differentieerbare structuur. Door gebruik te maken van homeomorfismen in zijn atlas en de standaard differentieerbare structuur op de euclidische ruimte kan aan iedere topologische variëteit lokaa een differentieerbare structuur worden meegegeven. Om een globale differentieerbare structuur op te leggen aan het lokale door homeomorfismen geïnduceerde coördinatenstelsel, moeten hun functiecomposities op kaartdoorsneden in de atlas differentieerbare functies in de euclidische ruimte zijn. Met andere woorden, waar de domeinen van de kaarten overlappen, zijn de coördinaten die door elke kaart worden gedefinieerd, verplicht differentieerbaar met betrekking tot de coördinaten die door elke kaart in de atlas worden gedefinieerd. De afbeeldingen die de coördinaten, gedefinieerd door verschillende kaarten, aan elkaar verbinden, worden transitieafbeeldingen genoemd.
Differentieerbaarheid betekent niet altijd hetzelfde en heeft verschillende betekenissen: voorbeelden zijn: continue differentieerbaarheid, {\displaystyle k}-maal differentieerbare en holomorfe functies. Bovendien maakt de mogelijkheid om een dergelijke gedifferentieerde structuur op te leggen aan een abstracte ruimte het mogelijk om de definitie van differentieerbaarheid uit te breiden tot ruimten zonder globale coördinatenstelsels. Een differentiële structuur maakt het mogelijk om globaal differentieerbare raakruimten, differentieerbare functies en differentieerbaar tensor- en vectorvelden te definiëren. Differentieerbare variëteiten zijn in de natuurkunde belangrijk. Speciale soorten differentieerbare variëteiten vormen de basis voor natuurkundige theorieën zoals de klassieke mechanica, de algemene relativiteitstheorie en de Yang-Mills-theorie Het is mogelijk om voor differentieerbare variëteiten een calculus te ontwikkelen. Dit leidt tot zulke wiskundige machinerie als de uitwendige calculus. De studie van de calculus op differentieerbare variëteiten staat bekend als differentiaalmeetkunde.

## Geschiedenis
De opkomst van de differentiaalmeetkunde als een aparte discipline wordt algemeen toegeschreven aan Carl Friedrich Gauss en Bernhard Riemann. Riemann was de eerste die variëteiten beschreef in zijn beroemde habilitatiecollege in 1867 voor de faculteit van de Universiteit van Göttingen. Hij motiveerde het idee van een variëteit door een intuïtief proces van een gegeven object in een nieuwe richting te variëren en beschreef met vooruitziende blik de rol van coördinatensystemen en kaarten in de daarop volgende formele ontwikkelingen:
Na de notie van een menigvuldigheid van n dimensies te hebben geconstrueerd, en te hebben gevonden dat haar ware karakter bestaat in de eigenschap dat de vaststelling van de positie er in kan worden teruggebracht tot n bepalingen van grootte – B Riemann
De werken van natuurkundigen zoals James Clerk Maxwell en wiskundigen zoals Gregorio Ricci-Curbastro en Tullio Levi-Civita hebben geleid tot de ontwikkeling van tensoranalyse en de notie van covariantie, die een intrinsieke meetkundige eigenschap identificeert als een die invariant is met betrekking tot coördinatentransformaties. Deze ideeën vonden een belangrijke toepassing in Einsteins algemene relativiteitstheorie en het onderliggende equivalentieprincipe. Een moderne definitie van een 2-dimensionale variëteit werd in 1913 door Hermann Weyl gegeven in zijn boek over riemann-oppervlakken. De breed aanvaarde algemene definitie van een variëteit in termen van een atlas is te danken aan de Amerikaanse wiskundige Hassler Whitney

## Definitie
Een voorstelling van een topologische variëteit is een tweedst-aftelbare topologische hausdorff-ruimte die door een verzameling, een zogenaamde atlas, homeomorfismen, die kaarten worden genoemd, lokaal homeomorf is aan de euclidische ruimte. De samenstelling van een kaart met de inverse van een andere kaart is een functie die transitieafbeelding wordt genoemd en die een homeomorfisme van een open deelverzameling van de euclidische ruimte op een andere open deelverzameling van de euclidische ruimte definieert. Dit formaliseert het begrip van het "samenvoegen van stukjes van de euclidische ruimte om zo een variëteit te vormen" - de geproduceerde variëteit bevat ook gegevens van hoe deze variëteit is samengevoegd. Verschillende atlassen (samenvoegingen) kunnen echter "dezelfde" variëteit produceren, en omgekeerd kent een variëteit geen voorkeursatlas, en dus definieert men een topologische variëteit als een ruimte zoals hierboven beschreven met een equivalentieklasse van atlassen, waarvan men de equivalentie van atlassen als hieronder definieert.
Er bestaan verschillende typen differentieerbare variëteiten. Met welk type men te maken heeft, hangt af van de precieze differentieerbaarheidseisen die aan de transitieafbeeldingen gesteld worden. Enkele veel voorkomende typen zijn de vier onderstaande.
- Een differentieerbare variëteit is een topologische variëteit die is uitgerust met een equivalentieklasse van atlassen, waarvan de transitieafbeeldingen alle differentieerbaar zijn. Meer in het algemeen is een {\displaystyle C^{k}}-variëteit een topologische variëteit met een atlas, waarvan de transitieafbeeldingen alle {\displaystyle k} keer continu differentieerbaar zijn.
- Een gladde variëteit of {\displaystyle C^{\infty }}-variëteit is een differentieerbare variëteit waarvoor alle transitieafbeeldingen glad zijn. Dat wil zeggen dat er voor alle orden afgeleiden bestaan; het is dus voor elke {\displaystyle k} een {\displaystyle C^{k}}-variëteit. Men zegt dat een equivalentieklasse van zulke atlassen een gladde structuur is.
- Een analytische variëteit of {\displaystyle C^{\omega }}-variëteit is een gladde variëteit met de aanvullende voorwaarde dat elke transitieafbeelding analytisch is: de taylor-ontwikkeling is absoluut convergent en is gelijk aan de functie op een open bol.
- Een complexe variëteit is een topologische ruimte die is gemodelleerd op een euclidische ruimte over de complexe getallen en waarvoor alle transitieafbeeldingen holomorf zijn.

Hoewel er een betekenisvolle notie van een {\displaystyle C^{k}} atlas bestaat, is dit niet het geval voor een {\displaystyle C^{0}} variëteit. De enige uitzonderingen zijn {\displaystyle C^{k}} (continue afbeeldingen: een topologische variëteit) en {\displaystyle C^{\omega }} (gladde afbeeldingen: een gladde variëteit), omdat er voor elke {\displaystyle C^{k}}-structuur met {\displaystyle k>0} een unieke {\displaystyle C^{k}} bestaat - die equivalent is aan {\displaystyle C^{\infty }} - (elke {\displaystyle C^{k}}-structuur is op unieke wijze glad te maken) – een resultaat van Whitney (en verder zijn twee {\displaystyle C^{k}} atlassen, die gelijkwaardig zijn aan een enkele {\displaystyle C^{\infty }} atlas, als {\displaystyle C^{k}} atlassen gelijkwaardig, twee onderscheiden {\displaystyle C^{k}} atlassen komen dus niet met elkaar in aanvaring. Het gaat hier om een differentieerbare structuur, waar existentie- en uniciteitsstellingen op van toepassing zijn. Zo gebruikt men differentieerbare variëteit en gladde variëteit door elkaar. Dit staat in sterk contrast tot {\displaystyle C^{k}} afbeeldingen, waar er betekenisvole verschillen voor verschillende {\displaystyle k}'s bestaan. De inbeddingstelling van Nash stelt bijvoorbeeld dat elke variëteit {\displaystyle C^{k}} isometrisch ingebed kan zijn in de Euclidische ruimte {\displaystyle \mathbb {R} ^{N}} – voor enige {\displaystyle 1\leq k\leq \infty } er is een voldoende grote {\displaystyle N}, maar {\displaystyle N} hangt af van {\displaystyle k}.
Aan de andere kant leggen complexe variëteiten beduidend striktere eisen op. Als een voorbeeld bepaalt de stelling van Chow dat enige projectieve complexe variëteit in feite een projectieve variëteit is – hij heeft namelijk een algebraïsche structuur.

### Kaart
In een topologische ruimte {\displaystyle X} is een kaart een tweetal {\displaystyle (U,\phi )} waarin {\displaystyle U\subseteq X} een open deelverzameling van {\displaystyle X} is, en {\displaystyle \phi :U\to \mathbb {R} ^{n}} een homeomorfisme van {\displaystyle U} naar de euclidische ruimte {\displaystyle R^{n}}.

### Atlas
Een atlas op een topologische ruimte {\displaystyle X} is een verzameling kaarten {\displaystyle \{(U_{i},\phi _{i})\}_{i\in I}} waarvan de open verzamelingen {\displaystyle U_{i}} de ruimte {\displaystyle X} overdekken:
{\displaystyle X=\bigcup _{i\in I}U_{i}}

### Transitieafbeelding
De transitieafbeeldingen van een atlas zijn de functies
{\displaystyle \varphi _{ij}=\varphi _{i}\circ \varphi _{j}^{-1}|_{\varphi _{j}(U_{i}\cap U_{j})}:\varphi _{j}(U_{i}\cap U_{j})\to \varphi _{i}(U_{i}\cap U_{j}).}
Zij laten het verband zien tussen twee kaarten in een atlas.
Elke topologische variëteit heeft een atlas. Een {\displaystyle C^{k}}-atlas is een atlas, waarvan de transitieafbeeldingen {\displaystyle C^{k}} zijn. Een topologische variëteit heeft een {\displaystyle C^{0}}-atlas en over het algemeen heeft een {\displaystyle C^{k}}-variëteit een {\displaystyle C^{k}}-atlas. Een continue atlas is een {\displaystyle C^{0}} atlas, een gladde atlas is een {\displaystyle C^{\infty }}-atlas en een analytische atlas is een {\displaystyle C^{\omega }}-atlas. Als de atlas ten minste {\displaystyle C^{1}} is, wordt het ook een differentieerbare structuur genoemd. Een holomorfe atlas is een atlas, waarvan de onderliggende euclidische ruimte wordt gedefinieerd op een complex veld en waarvan de transitieafbeeldingen biholomorf zijn.

### Compatibele atlassen
Verschillende atlassen kunnen aan de basis liggen van in wezen hetzelfde variëteit. De cirkel kan worden afgebeeld door twee coördinatenkaarten, maar als de domeinen van deze kaarten iets worden veranderd, wordt een verschillende atlas voor hetzelfde variëteit verkregen. Deze verschillende atlassen kunnen in een grotere atlas worden gecombineerd. Het kan gebeuren dat transitieafbeeldingen van een dergelijke gecombineerde atlas niet zo glad zijn als die van de samenstellende atlassen. Als {\displaystyle C^{k}}-atlassen kunnen worden gecombineerd tot een {\displaystyle C^{k}}-atlas, dan worden de atlassen compatibel genoemd. Compabiliteit van atlassen is een equivalentierelatie, door alle atlassen in een equivalentieklasse te combineren, kan men een maximale atlas construeren. Iedere {\displaystyle C^{k}}-atlas behoort tot een unieke maximale {\displaystyle C^{k}}-atlas.